# Okenia liklik
Okenia liklik Gosliner, 2004 è un mollusco nudibranchio della famiglia Goniodorididae.

## Distribuzione e habitat
Rinvenuta al largo della coste di Papua Nuova Guinea e di Luzon, nelle Filippine.